# Tekken 3
Tekken 3 est un jeu vidéo de combat, développé et édité par Namco sur borne d'arcade en 1997 puis adapté sur PlayStation en 1998. Il est le troisième épisode de la série Tekken.

## Système de jeu
Le jeu reprend les mêmes bases que Tekken 2, à l'exception de quelques règles. Les personnages peuvent effectuer des sidesteps (pas de côté) ; les personnages font maintenant des projections du côté gauche et du côté droit de l'adversaire, en plus de celles faites par l'avant et celles faites par l'arrière ; les personnages peuvent pratiquer des stances (positions) durant le combat qui permettent d'effectuer des attaques spéciales, comme Art of Phoenix de Ling Xiaoyu ou Tiger de Lei Wulong ; enfin, les personnages, étant de dos par rapport à l'adversaire, peuvent faire des attaques spécifiques telles que Mistrust et Peg Leg de Ling Xiaoyu.
Tekken 3 comporte trois modes de jeu différents :
- le mode Arcade dans lesquels les combats se déroulent de manière classique en un contre un
- Tekken Force, qui immerge les personnages principaux dans un jeu de beat them all se déroulant sur plusieurs niveaux différents
- Tekken Ball, permet aux combattants de mettre K.O. l'adversaire sans avoir à se donner le moindre coup, étant donné qu'ils le font par l'intermédiaire d'une balle, dans le style du sport du beach-volley.

## Scénario
À la fin du King of Iron Fist Tournament 2, Heihachi Mishima réussit à battre Kazuya Mishima et le jette dans un volcan. Après avoir repris le contrôle de la Mishima Zaibatsu, il crée les Tekken Forces, une unité armée surentrainée qui devait parcourir le monde pour mettre fin aux famines et aux guerres. Le résultat est au delà de ses espérances car la plupart des guerres et famines s’arrêtent. Mais un jour, une troupe de Tekken Forces disparait mystérieusement dans un ancien temple mexicain. Un témoin affirme qu'il s'agit d'une créature à la peau verte et aux yeux brillants qui a détruit les Tekken Forces. Cette créature serait un ancien dieu Mexicain : Toshin, le Dieu du combat. Autrement appelée Ogre, cette créature se nourrit d'âmes fortes, et parcourt le monde pour trouver ses proies. Il fait donc des ravages et en tue beaucoup. Heihachi se dit qu'il pouvait utiliser la puissance d'Ogre. Quinze ans après Tekken 2, un jeune homme se présente à Heihachi comme son petit-fils : Jin Kazama, fils de Kazuya Mishima et de Jun Kazama. Jin lui explique qu'une créature à la peau verte a tué sa mère, qui lui a révélé son identité avant de mourir. Heihachi lui apprend le Karaté de style Mishima dans le but de se venger et quatre ans plus tard, soit dix-neuf ans après le Tekken 2, Jin devient un véritable expert de ce style de combat. Heihachi peut alors lancer le King of Iron Fist Tournament 3, dans l'idée que toutes les âmes fortes qui participeront au tournoi, dont Jin Kazama, serviront d’appât pour Ogre.
À la fin du tournoi, Paul Phoenix parvient à battre Ogre. Satisfait, il quitte immédiatement les lieux sans regarder derrière lui, ignorant alors que Ogre se transforme peu après en son vrai corps, True Ogre, vaincu par Jin avec l'aide d'Heihachi. Jin est heureux d'avoir vengé sa mère, mais la joie est de courte durée : en effet, deux hommes des Tekken Forces ouvrent le feu sur Jin, et ce dernier tombe à terre, blessé. Heihachi s'approche, et Jin tend la main vers lui en espérant de l'aide. Heihachi le trahit en lui tirant une balle entre les deux yeux. Il se retourne ensuite, satisfait, quand un homme de la Tekken Force vole à côté de lui et s'éclate contre le mur. Jin, possédé par le gène Devil, se transforme et se rue sur Heihachi en lui empoignant le crâne et défonce le mur du fond pour précipiter Heihachi dans le vide. Heihachi s'écrase a terre devant le temple quand Devil Jin le retient, avant de s'envoler dans la nuit.

## Personnages
Le jeu présente de nombreux nouveaux personnages, dont la plupart sont les enfants de personnages précédents (Jin, Forest Law, Julia Chang) ou leurs élèves (King, Xiaoyu, Hwoarang). Ceci est justifié par le fait que plus de 15 ans se sont passés entre l'histoire de Tekken 2 et celle-ci. Seuls six anciens personnages sont inclus : Anna Williams, Heihachi Mishima, Lei Wulong, Nina Williams, Paul Phoenix et Yoshimitsu. Cependant, la majeure partie des personnages présents peuvent être considérés comme des alternatives à ceux qui manquent, avec quelques différences dans les mouvements. Quinze nouveaux personnages sont donc intronisés : Bryan Fury, un cyborg spécialisé en kickboxing envoyé par son créateur Dr Abel pour assassiner le Dr Bosconovitch de Mishima Zaibatsu, Eddy Gordo, un spécialiste de capoeira cherchant à se venger de Mishima Zaibatsu pour avoir assassiné ses parents et ruiné l'entreprise familiale, Forest Law, le fils de Marshall Law également pratiquant d'arts martiaux, Gun Jack, troisième modèle de la série des JACK envoyé par son créateur, Hwoarang, un étudiant en tae kwon do élève de Baek Doo San cherchant à se venger de Ogre pour l'assassinat de son professeur, Jin Kazama, le petit-fils de Heihachi Mishima et fils de Kazuya Mishima et Jun Kazama qui pratique les arts martiaux enseignés par ses parents cherchant à se venger de Ogre pour avoir supposément tué sa mère, Julia Chang, la fille adoptée de Michelle Chang qui veut récupérer sa mère enlevée par Mishima Zaibatsu, King II, le successeur du premier King qui participe au tournoi pour sauver l'orphelinat autrefois dirigé par son père, Kuma II, un ours, fils du premier Kuma également serviteur dévoué de Heihachi et garde du corps, Ling Xiaoyu, une adolescente chinoise pratiquant Baguazhang et Piguaquan dont le rêve est de construire un parc d'attraction, Mokujin, un homme de bois vieux de 2000 ans capable d'imiter les mouvements de combat, Panda, l'animal et garde du corps de Xiaoyu, Tiger Jackson, un homme adepte de disco portant une coupe afro, et Ogre, l'humanoïde mystérieux et immortel, boss final du jeu sous sa véritable forme True Ogre.

## Développement

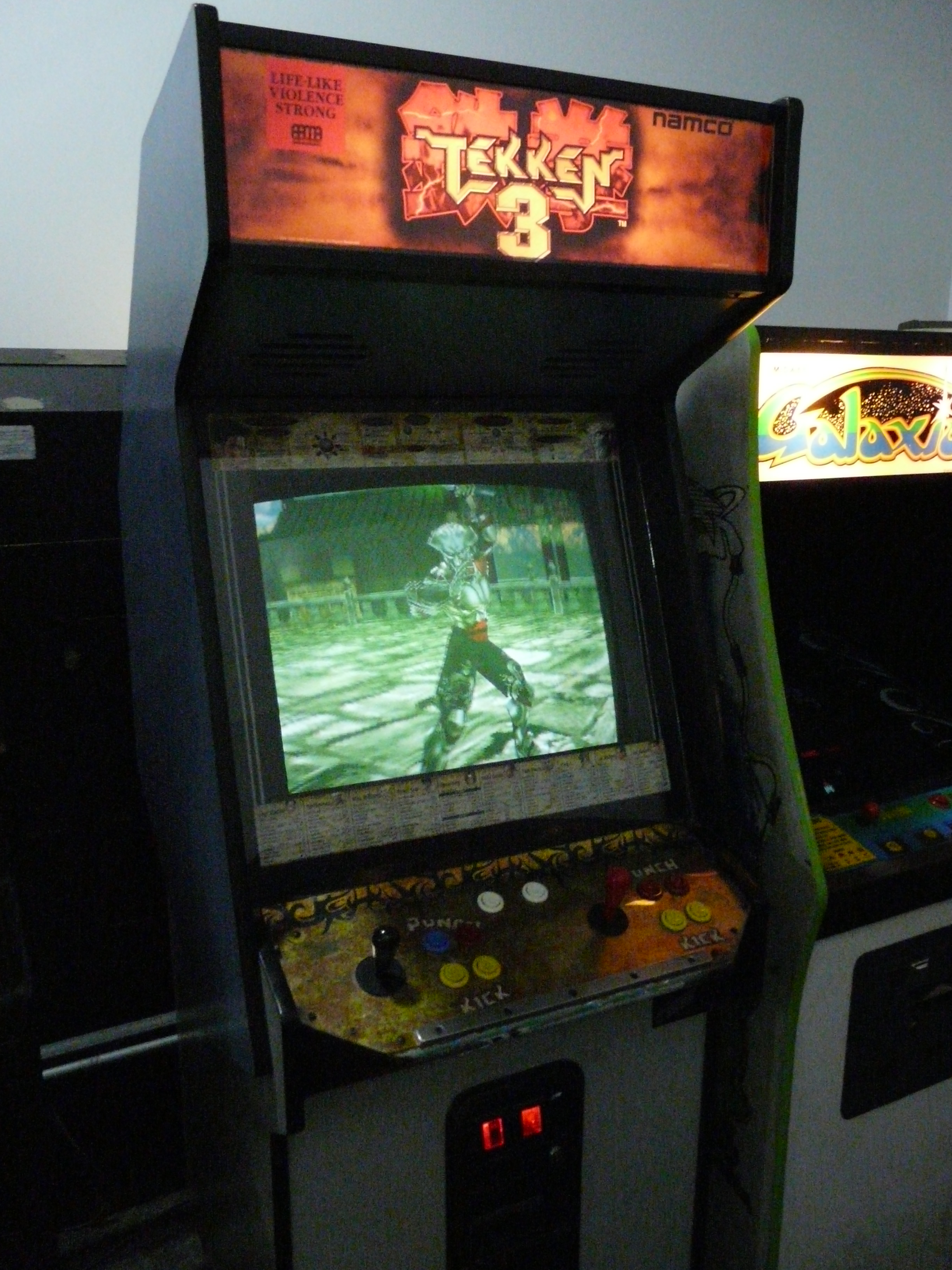
Borne de Tekken 3.

Tekken 3 est le premier jeu à fonctionner sur carte d'arcade System 12. Les musiques du jeu Tekken 3 sont écrites par Nobuyoshi Sano et Keiichi Okabe sur version d'arcade, et sur PlayStation aux côtés de Nobuyoshi Sano, Keiichi Okabe, Hiroyuki Kawada, Minamo Takahashi, et Yuu Miyake.
La conversion sur PlayStation a demandé huit mois de développement aux équipes de Namco. La version console est développée tout de suite après la version arcade, début 1997. Le producteur de Tekken 3, Hajime Nakatani, indique que la version console est fidèle à la version arcade, qu'aucune nouveauté n'est prévue pour la version PlayStation et que les attaques de types projectiles seront toujours bannies de la série.

« Nous voulons que la série Tekken ne représente que le combat pur. C'est pourquoi nous n'avons jamais envisagé d'inclure des attaques projectiles dans le jeu. »

— Hajime Nakatani
Tekken 3 sort sur PlayStation d'abord au Japon le 26 mars 1998,, aux États-Unis le 30 avril 1998 et en Europe le 11 septembre 1998,,,.

## Accueil
Sur Metacritic, Tekken 3 est accueilli par une moyenne générale de 96 sur 100, et listé comme l'un des meilleurs jeux sur PlayStation après Tony Hawk's Pro Skater 2. Tekken 3 devient le premier jeu vidéo en trois ans à être accueilli d'une note de 10 par Electronic Gaming Monthly. GameSpot attribue au jeu une note de 9,9 sur 10, expliquant que « rien ne peut réellement égaler Tekken 3 et sa parfaite note », tout en prônant les effets sonores, les musiques et les graphismes.
En septembre 2004, le jeu est classé 10e dans le classement Top 100 des jeux PlayStation dans le PSM, et 177e dans le Top 200 des meilleurs jeux de tous les temps sur Game Informer. En 2011, le magazine Complex le classe quatrième meilleur jeu de combat de tous les temps.